# Maciej Jakubowiak
Maciej Jakubowiak (ur. 1987 w Żorach) – eseista, krytyk literacki i redaktor, doktor literaturoznawstwa. Wicenaczelny internetowego magazynu kulturalnego „Dwutygodnik”.

## Życiorys
Ukończył studia i uzyskał stopień doktora literaturoznawstwa na Uniwersytecie Jagiellońskim w 2017 roku. Mieszka w Krakowie z żoną, córką i dwoma adoptowanymi psami. Jest weganinem. Amatorsko gra w hokeja.
Od 2021 roku jest członkiem jury Nagrody Literackiej m.st. Warszawy, a od 2024 roku jury Poznańskiej Nagrody Literackiej.

## Twórczość
- Nieuchronny plagiat. Prawo autorskie w nowoczesnym dyskursie literackim, Warszawa: Wydawnictwo IBL PAN, 2017, ISBN 978-83-65573-62-9 – książka oparta na pracy doktorskiej, analizująca pojęcie plagiatu w kontekście historii literatury, prawa autorskiego i kultury cyfrowej.
- Ostatni ludzie. Wymyślanie końca świata, Wołowiec: Wydawnictwo Czarne, 2021, ISBN 978-83-8191-309-6  – esej analizujący obecność motywów apokaliptycznych w kulturze popularnej.
- Hanka. Opowieść o awansie, Wołowiec: Wydawnictwo Czarne, 2024, ISBN 978-83-8191-837-4  – autobiograficzna opowieść o awansie społecznym w Polsce, ukazana przez pryzmat doświadczeń trzech pokoleń jednej rodziny. Na podstawie książki w Teatrze Dramatycznym w Warszawie powstał spektakl „Skok wzwyż” w reżyserii Wojciecha Rodaka[6].

Eseje, teksty krytyczne i rozmowy publikował w takich czasopismach jak „Tygodnik Powszechny”, „Polityka”, „Miesięcznik Znak”, „Pismo” oraz „Książki. Magazyn do czytania”.

## Nagrody i wyróżnienia
Laureat Nagrody im. Adama Włodka (2023) oraz Nagrody Krakowska Książka Miesiąca (2022).
Był nominowany do Nagrody-Stypendium im. Stanisława Barańczaka (2022), Odkryć Empiku (2022), nagrody Grand Press oraz w plebiscycie serwisu Lubimyczytać.pl (2025).
Otrzymał także stypendium twórcze Miasta Krakowa (2022) oraz Nagrodę Krakowa Miasta Literatury UNESCO (2020).
Uczestnik rezydencji literackich w Melbourne (Wirtualna Rezydencja Literacka) oraz Bratysławie (Wyszehradzka Rezydencja Literacka).